# Erlengraben (Alb)
Der Erlengraben (selten Erlenbach, im Mittellauf Hertelgraben, im Unterlauf Petergraben) ist ein Flussarm der aus dem Nordschwarzwald kommenden Alb. Er zweigt im Norden von Ettlingen ab und mündet nach 5,5 Kilometer beim Karlsruher Stadtteil Beiertheim-Bulach wieder in die Alb.

## Verlauf
Der Erlengraben liegt vollständig im Naturraum Hardtebenen der Oberrheinischen Tiefebene. Zum Teil folgt der Erlengraben alten Gewässerläufen der Kinzig-Murg-Rinne, die hier in nordnordöstliche Richtungen flossen.
Der Abzweig des Erlengrabens von der Alb liegt im äußersten Norden des Ettlinger Stadtgebiets. Der Zufluss zum Erlengraben wird über das sogenannte ETO-Wehr kontrolliert, ein Schütz mit zwei Wehrfeldern. Eine der Schütztafeln wurde zugunsten einer Rauen Rampe entfernt, um Fischwanderungen zu ermöglichen.
Auf rund einen Kilometer im Ettlinger Stadtgebiet in nordwestlicher Richtung verlaufend, kreuzt der Erlengraben etliche Verkehrswege, darunter die Bahnstrecke Karlsruhe–Ettlingen–Rastatt, die Bundesstraße 3 und die Bundesautobahn 5, die beiden letzteren im Bereich der Autobahnanschlussstelle Karlsruhe Süd.
An der Autobahnanschlussstelle verlässt der Erlengraben das Ettlinger Stadtgebiet und folgt auf rund 500 Meter der Bundesstraße 3. An der Abzweigung des Autobahnzubringers nach Karlsruhe schlägt der Erlengraben nördliche bis nordöstliche Richtung ein und verläuft an der Grenze zwischen dem Hardtwald im Westen und einer landwirtschaftlich genutzten Fläche mit mehreren Aussiedlerhöfen im Osten. In diesem Abschnitt ist das Gewässer zum Teil die Grenze zwischen der Ettlinger und Karlsruher Gemarkung.
An einem markanten Knick wechselt der Gewässername von Erlengraben zu Hertelgraben. An dieser Stelle liegt ein Streichwehr, über das Hochwasser nach rechts in den Weiherwald fließen kann. Unterhalb des Streichwehrs folgt der Hertelgraben auf rund 600 Meter einer Schneise für Hochspannungsleitungen in nordwestliche Richtung und wechselt dann wieder zu einer nördlichen bis nordöstlichen Fließrichtung.
Mit dem Eintritt in den Weiherwald erreicht der Hertelgraben endgültig die Karlsruher Gemarkung. Im Weiherwald fließt dem Hertelgraben von rechts der Oberholzgraben zu, der den östlichen Teil des Waldes durchfließt und zu dem das über das Streichwehr abfließende Wasser gelangt. Nördlich des Weiherwaldes quert der Hertelgraben ein Gebiet mit Kleingärten und Vereinsheimen. Anschließend passiert das Fließgewässer das Gelände des Betriebshofes Karlsruhe der Deutschen Bahn und unterquert ein Zufahrtsgleis zum Güterbahnhof Karlsruhe sowie die Bahnstrecken Karlsruhe–Durmersheim–Rastatt und Winden–Karlsruhe.
Nördlich der Bahnanlagen wechselt der Gewässernamen von Hertelgraben zu Petergraben und die Fließrichtung von Nordwest nach Nordost. Der Petergraben verläuft zwischen Kleingärten zur Linken und dem Bahngelände zur Rechten, kreuzt weitere Zufahrtsgleise zum Karlsruher Güterbahnhof sowie die Südtangente, die hier im Edeltrudtunnel, einem hochgelegenen, mit einer Grünanlage überdeckten Bauwerk, verläuft. Unmittelbar nördlich des Edeltrudtunnels und damit zwischen den Ortskernen der Karlsruher Stadtviertel Bulach und Beiertheim mündet der Petergraben von links und Süden in die Alb, die nach rund 16 Kilometer in den Rhein fließt.
Die vom Gesamtlauf des Erlengrabens durchflossenen Wälder und landwirtschaftlich genutzten Flächen gehören vollständig zu den Landschaftsschutzgebieten Hardtwald bei Ettlingen und Rheinstetten (Ettlingen) beziehungsweise Südliche Hardt (Karlsruhe).

## Geschichte
Im Raum Karlsruhe handelt es sich bei auf „-graben“ endenden Gewässernamen häufig um künstlich angelegte Wasserläufe, die der Be- oder Entwässerung dienen. Allerdings ist es im Einzelnen nicht zu bestimmen, ob es sich um natürliche oder künstliche Gewässer handelt.
Der Name Erlengraben ist in der um 1840 veröffentlichten Topographischen Karte des Großherzogtums Baden verzeichnet; in Akten der Stadt Ettlingen taucht er erstmals 1847 auf. Der Name leitet sich ab von einem erstmals 1695 erwähnten Erlenwald, der nördlich der heutigen Autobahn und östlich des Erlengrabens lag. Das Gebiet wurde nach der Rodung des Waldes im 19. Jahrhundert als Erlenwiesen bezeichnet.
Der Name Hertelgraben ist für das Jahr 1554 belegbar. Er verweist auf den Flurnamen Hertel im Ettlinger Teil des Hardtwaldes. Hertel ist die Verkleinerungsform von Hardt und steht für einen kleinen Weidewald.
Der Name Petergraben ist ebenfalls in der Topographischen Karte von 1840 enthalten, allerdings als Bezeichnung des heutigen Oberholzgrabens. In Archivbeständen ist der Petergraben erstmals auf einem Gemeindeplan Bulachs von 1869 nachweisbar. Sowohl in einem 1895 vom Karlsruher Tiefbauamt herausgegebenen und bis 1915 fortgeführten Übersichtsplan als auch in einem Stadtplan von 1943 bezeichnet Petergraben ein Fließgewässer, das seinen Ausgang am Graben um das Hofgut Scheibenhardt nimmt und südlich des Bahngeländes bei Bulach von links in den heutigen Hertelgraben mündet. Der untere Teil dieses Gewässers firmiert heute unter dem Namen Lohwiesengraben.
Der Name Oberholzgraben wird 1856 erstmals erwähnt; er leitet sich ab von dem 1461 nachweisbaren Oberholz, einem Waldstück, das überwiegend zur Gemarkung von Rüppurr gehörte.
Eine 1992 abgebrochene Brücke eines Weges über den Erlengraben direkt an der Bahnlinie in Ettlingen hatte als eines der wenigen Zeugnisse aus der Frühzeit des badischen Eisenbahnbaus eine besondere technikgeschichtliche Bedeutung: 1988 wurde erkannt, dass es sich bei den gusseisernen Bögen der Brücke um Teile handelte, die der 1845 fertiggestellten Eisenbahnbrücke über die Kinzig bei Offenburg entstammten. Die Kinzigbrücke stürzte 1851 bei einem Hochwasser nach einem Unwetter ein; beim gleichen Unwetter wurde auch die Brücke über den Erlengraben zerstört. Noch verwertbare Teile der Kinzigbrücke fanden 1852 bei der Brücke über den Erlengraben Verwendung. Teile der abgebrochenen Brücke werden im Technoseum in Mannheim aufbewahrt.

## Hochwasser
Im 20. Jahrhundert hatten Hochwässer der Alb mehrfach Überflutungen am Erlengraben zur Folge. Im Januar 1955 wurden Häuser und Straßen in Ettlingen-West überschwemmt. Ein Hochwasser im Januar 1970 setzte Straßen in Ettlingen-West und die Autobahnanschlussstelle unter Wasser. Zudem wurden Häuser im Süden Bulachs sowie die Aussiedlerhöfe östlich des Erlengrabens bei Rüppurr überflutet. Zur Evakuierung des Viehs der Aussiedlerhöfe wurden auch Bundeswehr-Soldaten eingesetzt. Im Mai 1978 konnte eine erneute Überflutung der Aussiedlerhöfe durch den Bau eines Sandsackwalls längs des Erlengrabens verhindert werden.
Sowohl 1970 als auch 1978 überschwemmte die Alb die Autobahn südlich von Rüppurr; die Sperrung der Strecke löste ein Verkehrschaos im Raum Karlsruhe aus. Das Hochwasser 1978 war Anlass für den beschleunigten Hochwasserschutz der Städte Ettlingen und Karlsruhe. Gemäß dem 1983 planfestgestellten Konzept wurde die Abflusskapazität von Gewässern erhöht, Dämme gebaut und drei Rückhalteräume angelegt. Das Konzept war ausgelegt auf einen Abfluss der Alb in Ettlingen von 71 Kubikmeter pro Sekunde, was den damaligen Annahmen über ein hundertjährliches Hochwasser entsprach. Bis 1998 wurden 177 Millionen DM investiert.
Im Zuge der Maßnahmen wurde der Erlengraben im Oberlauf auf eine Abflusskapazität von 20 Kubikmeter pro Sekunde ausgebaut. Einer der drei Rückhalteräume ist der Weiherwald mit einer Fläche von 0,77 Quadratkilometer und einem Rückhaltevolumen von 780.000 Kubikmetern. Im Südosten und Norden ist der Weiherwald von Hochwasserdämmen umgeben, um die Überflutung benachbarter Wohngebäude, Vereinseinrichtungen und Kleingärten zu verhindern. Der Weiherwald wird als erster der drei Rückhalteräume ab einem Abfluss der Alb von 26 Kubikmeter pro Sekunde geflutet.
Ein Albhochwasser im Oktober 1998 mit einem maximalen Abfluss von 96 Kubikmeter pro Sekunde überlastete das Hochwasserschutzsystem nicht, die aufgetretenen Ausuferungen und Schäden erreichten laut einem Bericht der Gewässerdirektion Nördlicher Oberrhein in keiner Weise das Ausmaß von 1978.
Eine Neufestsetzung des maximalen Abflusses bei einem hundertjährlichen Hochwasser der Alb ergab 2008 einem maximalen Abfluss von 97 Kubikmeter pro Sekunde in Ettlingen. Für die Dimensionierung von Hochwasserschutzanlagen wurde in Baden-Württemberg ein Klimaänderungsfaktor eingeführt, der das höhere Hochwasserrisiko berücksichtigt, das mit den durch den Klimawandel verursachten häufigeren Starkregenereignissen einhergeht. Unter Berücksichtigung des Klimawandels beträgt der maximale Abfluss der Alb in Ettlingen bei einem hundertjährlichen Hochwasser 111 Kubikmeter pro Sekunde.
Die Städte Karlsruhe und Ettlingen schlossen sich im Herbst 2003 zu einer Planungsgemeinschaft zusammen, um einen hundertjährlichen Hochwasserschutz an der Alb wiederherzustellen. Kernstück der mittlerweile erarbeiteten Vorzugslösung ist der Bau eines Rückhaltebeckens im Albtal oberhalb von Ettlingen. Der Rückhalteraum im Weiherwald soll mit einem steuerbaren Auslaufbauwerk ausgerüstet werden, um das Retentionsvolumen besser nutzen zu können. Durch punktuelle Maßnahmen soll die Abflusskapazität des Erlengrabens auf 25 Kubikmeter und die des Petergrabens auf 22 Kubikmeter pro Sekunde gesteigert werden.

### LUBW
Amtliche Online-Gewässerkarte mit passendem Ausschnitt und den hier benutzten Layern: Lauf des Erlengrabens

Allgemeiner Einstieg ohne Voreinstellungen und Layer: Daten- und Kartendienst der Landesanstalt für Umwelt Baden-Württemberg (LUBW) (Hinweise)
1. 1 2  
Höhen ermittelt aus dem Digitalen Geländemodell der Online-Gewässerkarte.
2. ↑  
Länge nach dem Layer Gewässernetz (AWGN).
3. 1 2  
Lokale Namen nach dem Layer Gewässernamen.
4. ↑  
Landschaftsschutzgebiete nach dem einschlägigen Layer.

### Weitere Belege
1. 1 2  
Friedrich Huttenlocher, Hansjörg Dongus: Geographische Landesaufnahme: Die naturräumlichen Einheiten auf Blatt 170 Stuttgart. Bundesanstalt für Landeskunde, Bad Godesberg 1949, überarbeitet 1967. → Online-Karte (PDF; 4,0 MB)
2. 1 2  
Hochwasser-Alarm am Sonntagfrüh um 5 Uhr. In: Badische Neueste Nachrichten, Nr. 1955-12, 17. Januar 1955, S. 6.
3. ↑  
Elena Beckenbach: Geologische Interpretation des hochauflösenden digitalen Geländemodells von Baden-Württemberg. Hochschulschrift, Universität Stuttgart 2016, S. 199, 202 (doi:10.18419/opus-8846).
4. 1 2  
Ernst Schneider: Die Stadtgemarkung Karlsruhe im Spiegel der Flurnamen. (=Veröffentlichungen des Karlsruher Stadtarchivs. Band 1). C. F. Müller, Karlsruhe 1965, S. 11.
5. 1 2  
Topographisches Bureau Baden (Hrsg.): Topographische Karte über das Grossherzogthum Baden: nach der allgemeinen Landesvermessung des Großherzoglichen militairisch topographischen Bureaus. Karlsruhe, um 1840.
6. ↑  
Ernst Schneider: Die Flurnamen der Stadt Ettlingen. (=Beiträge zur Geschichte der Stadt Ettlingen. Band 7). G. Braun, Karlsruhe 1980, S. 143.
7. ↑  
Schneider, Flurnamen der Stadt Ettlingen. S. 158 f.
8. ↑  
Tiefbauamt Karlsruhe (Bearb.): Uebersichtsplan der Haupt- und Residenzstadt Karlsruhe mit den Aussenbezirken der Stadtgemarkung und angrenzenden Gebieten. 1895, ergänzt bis 1915, Plan 11.
9. ↑  
Vermessungsamt der Landeshauptstadt Karlsruhe (Bearb.): Stadtplan Landeshauptstadt Karlsruhe. Abrufbar über das Menü Hintergrundkarten im Geoportal der Stadt Karlsruhe.
10. ↑  
Schneider, Flurnamen der Stadt Ettlingen. S. 191.
11. ↑  
Ulrich Boeyng: Die Brücke über den Erlengraben bei Ettlingen – ein Denkmal aus der Frühzeit der Großherzoglich Badischen Eisenbahn. In: Denkmalpflege in Baden-Württemberg. Band 18, Nr. 3 (1989), S. 148–163 (online).

Klaus Stiglat: Brücken am Weg. Frühe Brücken aus Eisen und Beton in Deutschland und Frankreich. Ernst, Berlin 1997,  ISBN 978-3-433-01299-4, S. 66 f.
12. ↑  
Große Teile des Albtals sind vom Hochwasser überflutet. In: Badische Neueste Nachrichten. Nr. 108–1970, 12. Mai 1970, S. 13;

Die Autobahn ist wieder befahrbar. In: Badische Neueste Nachrichten. Nr. 111–1970, 15. Mai 1970, S. 31;

Die Lage normalisiert sich. In: Badische Neueste Nachrichten. Nr. 112/113–1970, 16. Mai 1970, S. 47.
13. ↑  
Volker Strobel: Das »Jahrhunderthochwasser«. 50 Mio Liter Wasser wurden bei Rüppurr von der A 5 abgepumpt. In: Tagebuch der Fächerstadt. Karlsruhe im Rückblick . Band 2, Info-Verlag, Karlsruhe 1978, S. 19–24.
14. ↑  Landesanstalt für Umweltschutz Baden-Württemberg (Hrsg.): Das Hochwasser vom Oktober, November 1998 in Baden-Württemberg: Landesanstalt für Umweltschutz Baden-Württemberg; Karlsruhe 2001, ISBN 3-88251-275-X, S. 104, 139;

Unger Ingenieure, Jestaedt+Partner: HWS Alb. Wiederherstellung des 100-jährlichen Hochwasserschutzes an der Alb für die Städte Ettlingen und Karlsruhe am Standort Spinnerei. Scoping-Verfahren. Unterlage für die Besprechung des voraussichtlichen Untersuchungsrahmens gemäß § 5 UVPG. (Seite nicht mehr abrufbar, festgestellt im Dezember 2023. Suche in Webarchiven)  Info: Der Link wurde automatisch als defekt markiert. Bitte prüfe den Link gemäß Anleitung und entferne dann diesen Hinweis. Im Auftrag der Städte Ettlingen und Karlsruhe, Stand 13. Februar 2015, S. 16 (pdf, 1,6 MB).
15. ↑  
Unger, Jestaedt, Wiederherstellung des 100-jährlichen Hochwasserschutzes. S. 4.
16. ↑  
Unger, Jestaedt, Wiederherstellung des 100-jährlichen Hochwasserschutzes. S. 7.